# NGC 2164
NGC 2164 ist ein offener Sternhaufen im Sternbild Dorado in der Großen Magellanschen Wolke.
Das Objekt wurde am 27. September 1826 von James Dunlop entdeckt.
Der Sternhaufen hat eine Gesamtmasse von rund 15.000 Sonnenmassen und ist vor etwa 100 Millionen Jahren entstanden.